# Kit-Boy
Kit Boy fue una colección de cuadernos de aventuras de Alan Doyer (seudónimo de José Espinosa) lanzada por Ediciones Soriano en 1956, de la cual fue su mayor éxito comercial. Constó de dos series y fue también publicada en Italia.

## Primera serie: 1956-57
La primera serie se enmarca en el subgénero de la ópera espacial, mostrando una gran influencia de Flash Gordon, y constó de 39 números. Estas son sus aventuras, tal y como fueron publicadas:
| Número | Título             | Publicación |
| --- | ------------------ | ----------- |
| — |                    |             |
| 1 | «El Reino Perdido» | —           |
| Argumento: En 1965, el capitán Ryder y el profesor Roy Dash (más el pequeño Kit como polizón) parten en dirección a Deimos para averiguar porque desaparecen los satélites artificiales que intentan explorarlo. Zejob, príncipe de los hombres-dragones, hace estrellar su astronave e intenta capturarlos, siguiendo las órdenes de Yagur, emperador de Deimos. Los terrestres, mientras tanto, se enfrentan a una bestia antediluviana tras otra. |                    |             |
| 2 | —                  | —           |
| Argumento: |                    |             |

## Segunda serie: 1958-1959
Constó del mismo número de ejemplares que la anterior, con el mismo formato y dibujante. Transcurre ya en la tierra, donde Kit se enfrenta a pérfidos comunistas, como claro tributo a la Guerra Fría.
| Número     | Título | Publicación |
| ---------- | ------ | ----------- |
| —          |        |             |
| 1          | —      | —           |
| Argumento: |        |             |
| —          | —      | —           |
| Argumento: |        |             |